# 曹勇 (企业家)
曹勇，中华人民共和国企业家。
2006年，曹勇与白郁共同成立花儿影视，其中曹勇是实际控股人，占股59%。之后收购白郁手中持有的股份，达到95%。2006年花儿影视推出的《幸福像花儿一样》、2007年推出的《金婚》等。2011年推出的《后宫·甄嬛传》。2013年10月，乐视宣布以现金股权的方式收购花儿影视100%股权，曹勇获得乐视网2.42%股份。